# Port lotniczy Kabwe-Miliken
Port lotniczy Kabwe-Miliken (IATA: QKE, ICAO FLKW) – krajowy port lotniczy położony w Kabwe, w Zambii.